# Pteromyini
Tribu

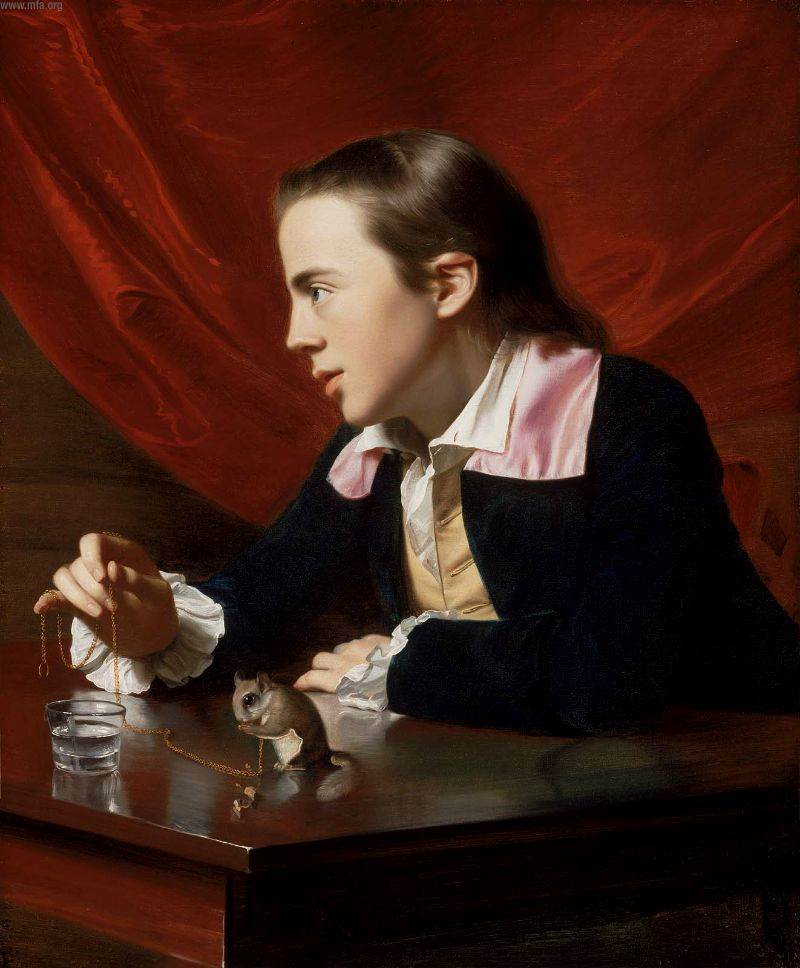
Écureuil volant apprivoisé sur un tableau peint en 1765 par John Singleton Copley.

Les vrais écureuils volants (Pteromyini) forment une tribu de Sciuridae qui se caractérisent entre autres par la présence d'une membrane entre les membres antérieurs et postérieurs appelée patagium. Ces écureuils volants se déplacent ainsi en sautant et planant d'arbres en arbres, en déployant leur patagium et en se servant de leur queue comme gouvernail. Ils vivent dans les forêts du Sud-Est de l'Amérique du Nord, du Canada jusqu'au Mexique, ainsi qu'en Asie.
Certaines espèces des genres Glaucomys et Pteromys sont appelées des polatouches.
Ils sont à distinguer des écureuils volants qui forment la famille des Anomaluridae dont le patagium, autrement disposé entre les membres antérieurs et postérieurs, est tout aussi efficace pour le vol plané.

## Liste des genres
Selon ITIS (2 août 2017) et Mammal Species of the World (version 3, 2005)  (2 août 2017) :
- genre Aeretes G. M. Allen, 1940
- genre Aeromys Robinson & Kloss, 1915
- genre Belomys Thomas, 1908
- genre Biswamoyopterus Saha, 1981
- genre Eoglaucomys A. H. Howell, 1915
- genre Eupetaurus Thomas, 1888
- genre Glaucomys Thomas, 1908
- genre Hylopetes Thomas, 1908
- genre Iomys Thomas, 1908
- genre Petaurillus Thomas, 1908
- genre Petaurista Link, 1795
- genre Petinomys Thomas, 1908
- genre Pteromys G. Cuvier, 1800
- genre Pteromyscus Thomas, 1908
- genre Trogopterus Heude, 1898

## Taxinomie
Les genres de cette tribu étaient auparavant regroupés dans une sous-famille à part, les Pteromyinae. 